# Hypolepis rugosula
Hypolepis rugosula là một loài thực vật có mạch trong họ Dennstaedtiaceae. Loài này được (Labill.) Sm. miêu tả khoa học đầu tiên năm 1846.